# Sergej Koroljov
Sergej Pavlovitj Koroljov (ukrainsk: Корольов Сергій Павлович, russisk: Серге́й Па́влович Королёв, tr. Sergéj Pávlovitj Koroljov; født 12. januar 1907, Zjytomyr, Det Russiske Kejserrige, død 14. januar 1966, Moskva, Russiske SFSR, Sovjetunionen) var den ledende sovjetiske raketingeniør og -udvikler under rumkapløbet mellem USA og Sovjetunionen i 1950'erne og 60'erne.
Koroljov var uddannet som civilingeniør indenfor aeronautik og hans største styrke var hans evne til systemintegration, organisation og strategisk planlægning. I 1933 opsendte hans gruppe den første sovjetiske raket med flydende brændstof. Som offer for Stalins store udrensning i 1938 blev han fængslet og senere deporteret til Sibirien for at arbejde i Gulaglejrene. Han blev løsladt i 1944 og efter anden verdenskrig blev det hans opgave at afprøve erobrede tyske V2-raketter og fra 1953 var han en af de ledende personer i det sovjetiske ICBM-program. Han blev dernæst udnævnt til at lede det sovjetiske rumprogram og blev optaget i det sovjetiske videnskabernes selskab. Som leder af rumprogrammet stod han i spidsen for de tidlige sovjetiske succeser med Sputnik-satellitterne, Luna-, Vostok- og Voskhod-programmet. Da han døde i 1966 som følge af en fejl ved en rutineoperation på hospitalet, var hans planer om at konkurrere med USA i kapløbet om at komme først til Månen allerede ved at blive implementeret. Sojus-fartøjerne blev udtænkt af Koroljov og bruges stadig til taxaflyvninger til Den Internationale Rumstation.
Før sin død blev Koroljov ofte blot omtalt som "chefkonstruktøren" fordi hans navn og hans uvurderlige rolle i rumprogrammet var en statshemmelighed. Byen Kalinin tæt på Moskva hvor hans udviklingsafdeling og raketproduktionsfabrikkerne ligger skiftede officielt navn til Koroljov i juli 1996 for at ære ham. Koroljovs urne er anbragt i nekropolis foran Kreml på Den Røde Plads.